# Usiacurí (ort)
Usiacurí är en ort i Colombia.   Den ligger i departementet Atlántico, i den norra delen av landet, 700 km norr om huvudstaden Bogotá. Usiacurí ligger 147 meter över havet och antalet invånare är 9 146.
Terrängen runt Usiacurí är platt. Runt Usiacurí är det tätbefolkat, med 308 invånare per kvadratkilometer. Närmaste större samhälle är Baranoa, 8,8 km nordost om Usiacurí. Omgivningarna runt Usiacurí är huvudsakligen savann.